# Adolf Christian
Adolf Christian (Viena,1934-1999) fue un ciclista profesional austriaco, y el único de su nacionalidad en subir al podio del Tour de Francia (3.º en la edición de 1957).

## Palmarés
1954
- Viena-Rabenstein-Gresten-Viena
- Campeón de Austria en ruta
- Vuelta a Austria, más 1 etapa

1955
- 2 etapas de la Vuelta a Austria
- 1 etapa de la Viena-Rabenstein-Gresten-Viena

1956
- Viena-Rabenstein-Gresten-Viena
- Campeón de Austria en ruta
- 1 etapa de la Vuelta a Austria

1957
- 3.º en el Tour de Francia

1962
- 1 etapa de la Vuelta a Austria
- Tour de Hungría, más 1 etapa

## Resultados en las grandes vueltas
| Carrera         | 1957 | 1958 | 1959 | 1960 | 1961 |
| --------------- | ---- | ---- | ---- | ---- | ---- |
| Giro de Italia  | 85.º | Ab.  | 68.º | -    | -    |
| Tour de Francia | 3.º  | 28.º | 41.º | Ab.  | -    |
| Vuelta a España | -    | -    | -    | Ab.  | -    |
| Mundial en Ruta | 38.º | Ab.  | 32.º | Ab.  | Ab.  |

## Equipos
- Carpano-Coppi (1957-1958)
- Ignis (1959-1960)
- Cynar-Mittelholzer (1961)

- Datos: Q361165